# Kvitkuven
Kvitkuven (norwegisch für Weißer Buckel) ist ein 25 km langer Eisdom an der Prinzessin-Martha-Küste des ostantarktischen Königin-Maud-Lands. Er ragt aus dem Riiser-Larsen-Schelfeis auf.
Wissenschaftler des Norwegischen Polarinstituts benannten ihn 1984.